# Миноносцы типа V-125
Миноносцы типа V-125 — тип эскадренных миноносцев (по официальной классификации — больших миноносцев), состоявший на вооружении Военно-морского флота Германии в период Первой мировой войны. Корабли строились по мобилизационной программе 1916 года. Всего было построено 6 миноносцев этого типа.

## Энергетическая установка
На кораблях типа в качестве ГЭУ была установлена паротурбинная ЭУ мощностью 25 150 л. с., состоящая из 2 турбин, 1 военно-морского нефтяного котла и 2 военно-морских двухсторонних нефтяных котлов. Максимальные запасы топлива на эсминцах типа составляли 330 тонн нефти.

## Вооружение
Миноносцы вооружались 3х1 105-мм орудиями в установках LC/16 образца 1916 г. Установка LC/16 считалась очень удачной, сочетая лёгкую конструкцию со значительным углом возвышения ствола. Орудие имело длину ствола 45 клб. и отличалось сравнительно умеренной начальной скоростью снаряда при его довольно большой массе. Заряжание — унитарное, теоретическая скорострельность достигала 15 выстр./мин. Торпедное вооружение эсминцев состояло из 6 500-мм торпедных аппаратов, минное вооружение — из 24 мин заграждения.

## Список миноносцев типа
| Название | Дата закладки | Дата спуска на воду | Дата вступления в состав флота | Примечания |
| -------- | ------------- | ------------------- | ------------------------------ | ---------- |
| V-125    | 1916          | 18 мая 1917         | 29 августа 1917                |            |
| V-126    | 1916          | 30 июня 1917        | 25 сентября 1917               |            |
| V-127    | 1916          | 30 июня 1917        | 23 октября 1917                |            |
| V-128    | 1916          | 11 августа 1917     | 15 ноября 1917                 |            |
| V-129    | 1917          | 10 октября 1917     | 20 декабря 1917                |            |
| V-130    | 1917          | 20 ноября 1917      | 2 февраля 1918                 |            |